# Постсексуалност
Постсексуалност подразумева сексуалне политичке погледе француског филозофа Мишела Фукоа  под утицајем свесно вештачких животних идентитета, за које је карактеристично бекство из „исповедеаоничке“ структуре сексуалности . Израз постсексуални такође се односи на генерализовани напор да се прошире сексуалне и несексуалне границе у култури - било у теоријским разматрањима било у друштвеним праксама.
Под „исповедаоничком" структуром Фуко подразумева структуре моћи које намерно креирају дискурсе да би се регулисало сексуално понашање појединца и друштва издвајајући одређене сексуалне праксе као доминантне и пожељне, и стављајући друге праксе у положај неприродних, непожељних или неприхватљивих.
Са постсексуалног гледишта, подела између сексуалног и несексуалног је произвољна и није могуће мерити аутентичност било које врсте интеракције међу људима. Стога је у постсексуалном начину живота централно избећи ову поделу и придружене "исповиести" или, алтернативно, критиковати ову поделу и сродне друштвене исповедеаоничке ритуале иронијом или пародијом.

## Постсексуалне праксе
Постродно Удружење у Финској настојало је да доведе у питање превладавајуће сексуалне класификације пропитивањем праксе, на пример, увођењем нових речи као што су "тобакомоногамија" или "делимична веза". Поред тога, Постродно Удружење је, како би затражило признање, увело нове концепте којима је намерало довести у питање такозване нормалне и природне сексуалне категорије и учинити их звучним вештачким и перверзнијим. Пример таквог концепта, који је постао међународно признат, је термин квир хетеросекуалац, који се односи на хетеросексуалне склоности било које особе са политички квир идентитетом и која своју хетеросексуалност доживљава такву као "једна перверзија међу многим другима."
Други од концепата је "хомовестизам", који доводи у питање природност хетеросексуалне нормативности. Хомовестизам се односи на посебну сексуалну склоност истополној одећи, за разлику од кросдресинга . Онај ко се идентификује као хомовестита, сексуално задовољство би извлачио из одеће и понашања које се сматра нормативним његовом „сопственом“ роду.